# إبراهيم بن جديد
إبراهيم بن ناصر بن جديد النجدي الزبيري (1161 هـ - 1232 هـ)، فقيه حنبلي نجدي الأصل زبيري المولد، يشير على العثمانيين ببناء سور حول الزبير بعد هجوم الدولة السعودية الأولى عليها. وقد درس ابن جديد لأكثر من 14 عامًا خارج الزبير في بلاد الشام والأحساء، التي كانت من حواضر العلم في ذلك الزمان. وابن جديد هو الذي أسس مدرسة الدويحس في القرن الثاني عشر الهجري، والتي كانت واحدة من سبع مدارس علمية في العالم العربي وقتها.
قال ابن حميد في "السحب الوابلة" عنه: «ونفع الله به أهل بلده، بل جميع تلك البلدان، ورغّبهم وحثهم على العلم، فتسارعوا للأخذ عنه، ونجب منهم خلق كثير، خصوصًا في الفقه، وتنافسوا في تحصيل كتب المذهب، وتغالوا في أثمانها واستنساخها، وصار للعلم سوق قائمة، وزهت البلد، وصار يُرحل إليها لأخذ مذهب الإمام أحمد، وبنى بعض الموفقين مدرسة للطلبة الوافدين، وأنفق عليها جميع ما يملكه فصار مأوى المستفيدين».
وكان معارضاً لدعوة الشيخ محمد بن عبد الوهاب.

## شيوخه
- أحمد بن عبد الله البعلي
- مصطفي بن محمد النابلسي الحنبلي
- محمد بن عبد الله بن فيروز
- أحمد بن عُبَيْد العَطَّار الشَّافعي

## تلاميذه
- محمد بن حمد الهديبي
- فاطمة الزبيرية
- عبد الجبار البصري
- إبراهيم الغملاس

## وفاته
توفي 13 شعبان سنة 1232 هـ، ودُفِن قريبًا من قبر الزبير بن العوام.